# Pilar Liébana Montijano
María del Pilar Liébana Montijano (Torredonjimeno, 19 de juny de 1953) és una advocada i política espanyola del Partit Popular (PP).
Nascuda el 19 de juny de 1953 a Torredonjimeno, província de Jaén, es va llicenciar en dret per la Universitat Complutense de Madrid (UCM). De professió advocada, està especialitzada en criminologia. Va entrar com a diputada a la Assemblea de Madrid en la seva iv legislatura, quan va prendre possessió de la seva acta de parlamentària el 16 de maig de 1996, en substitució de María Teresa García-Siso Pardo. Ha repetit escó a les v, vi, vii, viii, ix, x legislatures del parlament regional.
Íntima amiga d'Esperanza Aguirre, ha estat situada en el sector d'ideologia més conservadora del PP regional; és defensora de postures antiavortistes, arribant a ser un dels diputats regionals del PP participants en la manifestació provida de novembre de 2014, «Cada vida importa». També és defensora de la tauromàquia.